# Даулатабад

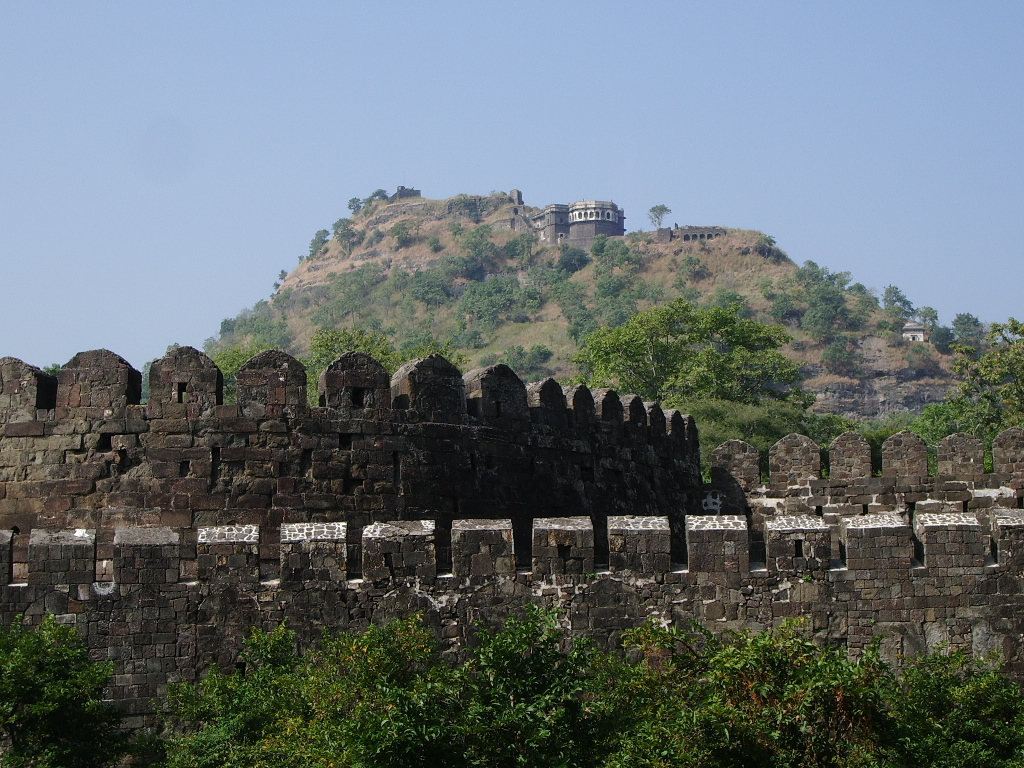
Вид на форт від міської стіни

Даулатабад (маратхі दौलताबाद; перс. دولتآباد, букв. «місто процвітання») — історичне місто XIV століття поряд із однойменним селом в індійському штаті Махараштра, за 16 км на північний захід від Аурангабада. Упродовж двох років (1327—1329) була спроба перенести туди столицю з переселенням усіх жителів Делі. Над руїнами укріпленого середньовічного міста на пагорбі височіє форт Девагірі.

## Будівлі
Форт Девагірі на вершині конічного пагорбу домінує над навколишньою місцевістю та видний зі значної відстані. Нижня частина схилів пагорбу була зрита та стала 50-метровою стіною ще за Сеунів. Дотепер сходження до форту можливе лише вузьким мостом і вирубаною у камені галереї.
Місто біля підніжжя пагорбу також оточене стіною. Між містом і фортом розташовувались ще три ряди укріплень. Рів навколо пагорбу, що не зберігся, був наповнений крокодилами. Укріплення форту прикрашають старовинні гармати.
Окрім фортеці, у Даулатабаді розташовано ще кілька пам'ятників, серед яких кругла вежа Чанд-Мінар, зведена 1445 року Бахманійським султаном Ала ад-Діном Ахмад-шахом II на честь однієї з його перемог, і Чині-Махал (букв. «Китайський палац») — руїни деколи розкішного палацу, у якому Аурангзеб 1687 року ув'язнив Абул Хасан Тана-шаха, останнього володаря Голконди з династії Кутб-шахи.
Найближчі околиці форту включають рештки буддійських печерних храмів, родинних до Аджанти й Еллори; печери не були закинуті й зазнали значних змін з боку нових господарів.

## Історія

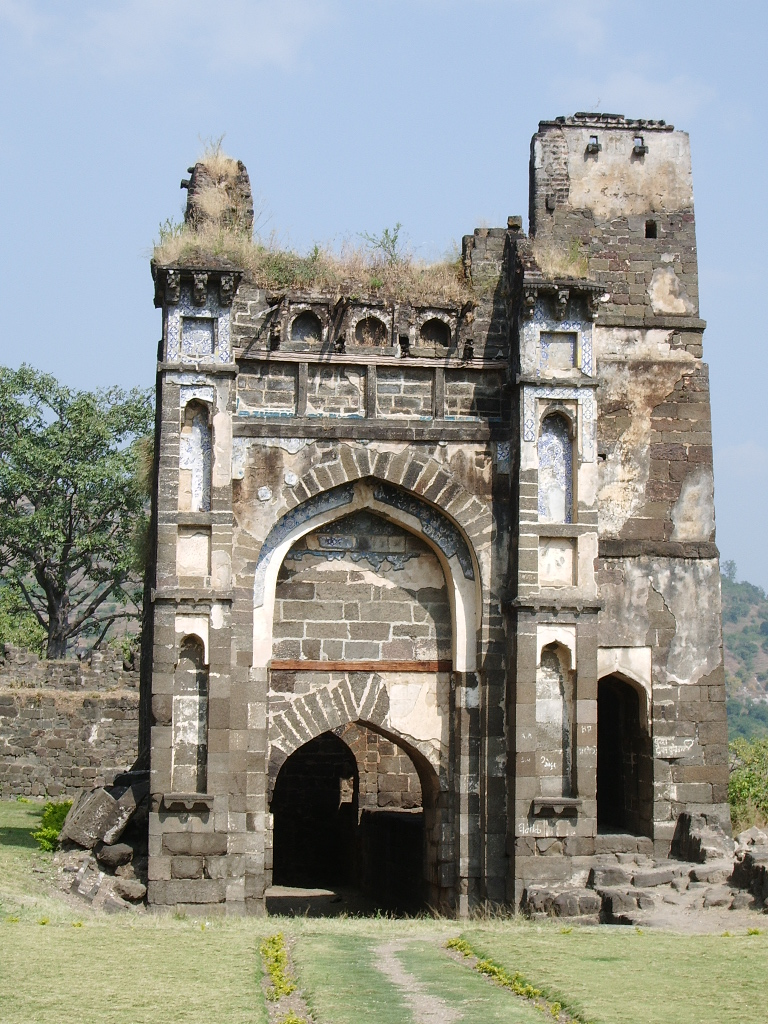
В'язниця-палац Чині-махал

Археологічні розкопки вказують, що місто бере свій початок від I століття до н. е. В історичних джерелах поселення там відоме приблизно від VI століття. Місто було важливим пунктом на шляху торгових караванів.
Його більш відома в історії назва — Девагірі або Деогірі (маратхі देवगिरी), нині є назвою фортеці над містом. Під такою назвою місто було засновано 1187 року раджею Бхіламою V з династії Сеунів.
1327 року Мухаммад бін Туґлак (правив 1325—1351) з династії Туґлаків проголосив місто своєю столицею, перейменував його на Даулатабад і силоміць переселив до нього все населення Делі. За два роки новопоселенці залишили місто, оскільки там не вистачало води, а сам Мухаммад-шах переймався бойовими діями на півночі. Згодом місто захопив падишах Великих Моголів Акбар, а 1595 року був захоплений султаном Ахмеднагару.
1620 року Малік Амбар переніс туди столицю Ахмеднагарського султанату. Неподалік від Даулатабаду він збудував місто, що нині називається Аурангабад. Невдовзі після того Даулатабад втратив своє значення, оскільки його адміністративні функції були передані Аурангабаду.